# Proletarskaja (stanice metra v Moskvě)
Proletarskaja (rusky Пролетарская) je stanice metra v Moskvě, v centrální části Tagansko-Krasnopresněnské linky. Je to významná stanice; přestupní chodbou je spojena s Kresťanskou Zastavou na lince 11.

## Charakter stanice
Proletarskaja je stanice hloubená, konstruovaná podle standardního projektu; s ostrovním nástupištěm a dvěma řadami čtyřhranných sloupů. Architekti Julija Kolesnikova a Jurij Vdovin při jejím ztvárnění užili světlých barev; obklad stěn za nástupištěm tvoří bílé dlaždice, doplňovaný srpy s kladivy z eloxovaného hliníku. Sloupy pak jsou obložené bílým mramorem. Podlaha je pokryta šedou žulou a labradoritem.
Stanice má dva výstupy, vycházející každý do svého podpovrchového vestibulu. Roku 1997 byla též dobudována přestupní chodba do stanice Kresťanskaja Zastava, přestup je též možný i přes vestibuly u výstupu ze stanice.
Proletarskaja byla otevřena 31. prosince 1966, denně zde 61 860 cestujících nastupuje a vystupuje, dalších 120 300 pak přestupuje na Ljublinskou linku.